# Albert Om i Ferrer
 (juin 2015).
Albert Om i Ferrer, né le 5 octobre 1966 à Taradell en Catalogne, est un journaliste, entrepreneur, présentateur et directeur de programmes de radio et télévision catalan.

## Carrière
Albert Om a participé ou a dirigé des programmes sur la chaîne TV3 comme El club (2004-2009) ou El convidat (2010-2015).